# Nimrodexpeditionen

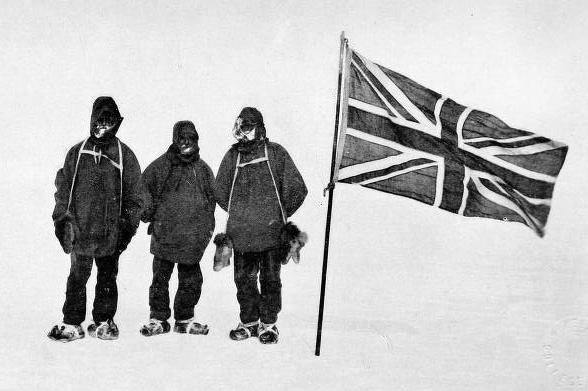
Expeditionsmedlemmar fotograferade av Ernest Schackleton på den dittills sydligaste besökta platsen.

Nimrodexpeditionen (engelska: The British Antarctic Expedition 1907–1909) var den första av tre expeditioner som polarforskaren Ernest Shackleton ledde till Antarktis. Huvudmålet för expeditionen var att vara först att nå Sydpolen, men expeditionen hade också flera andra geografiska och vetenskapliga ändamål. Expeditionen nådde inte sydpolen, men de kom till den dittills sydligaste breddgraden: 88° 23'S, 180 km från Sydpolen. Medlemmar ur expedition var först att bestiga vulkanen Mount Erebus, Antarktis näst högsta berg, och en annan grupp som leddes av geologen Edgeworth David nådde den beräknade positionen för magnetiska sydpolen.
Nimrodexpeditionen var helt finansierad av privata lån och bidrag från privatpersoner och fick inget statligt eller annat institutionellt stöd. Det ledde till en del ekonomiska problem och att förberedelserna påskyndades. Bland annat ledde det till att valfångstfartyget Nimrod blev expeditionsfartyg istället för det större norska polarfartyget  Bjørn. Nimrod var bara hälften så stor som Discovery, med vilket Ernest Shackleton följt polarforskaren Robert Scotts expedition, Discoveryexpeditionen, några år tidigare. Nimrodexpeditionens medlemmar hade dessutom mindre erfarenhet vid polarexpeditioner och Robert Scott krävde att Nimrodexpeditionen inte fick använda området runt deras tidigare bas i McMurdosundet eftersom han hävdade ensamrätt där. Efter problem med packis såg sig Shackleton tvungen att landstiga i området trots sina löften till Scott.
Ernest Shackleton använde sig av ponnyer, hundspann och ett motorfordon som transportmedel. Trots bristande framgångar användes dessa även under Robert Scotts expedition, Terra Nova-expeditionen, tre år senare. 
Nimrodexpeditionens resultat väckte stort intresse i Storbritannien och gjorde Shackleton till nationalhjälte. Vetenskapligt genomfördes omfattande geologiska, zoologiska och meteorologiska undersökningar. När expeditionen återvänt hem hade tidigare skepsis från Royal Geographical Society övervunnits och han fick flera offentliga utmärkelser samt adlades av Edward VII. Trots det blev den ekonomiska framgången ringa av expeditionen och hans skulder måste täckas av ett statligt bidrag.

## Galleri

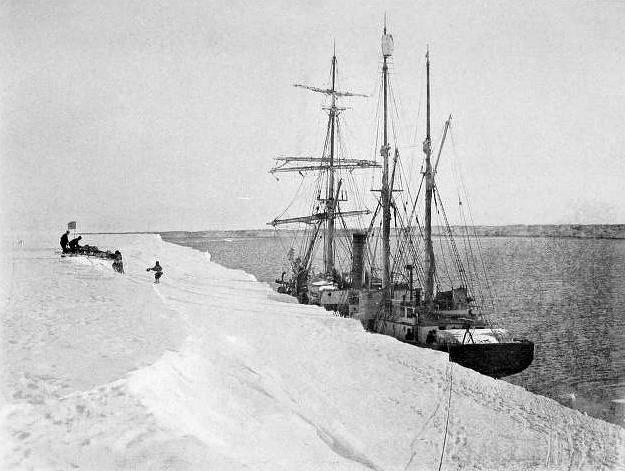
Expeditionsfartyget Nimrod.
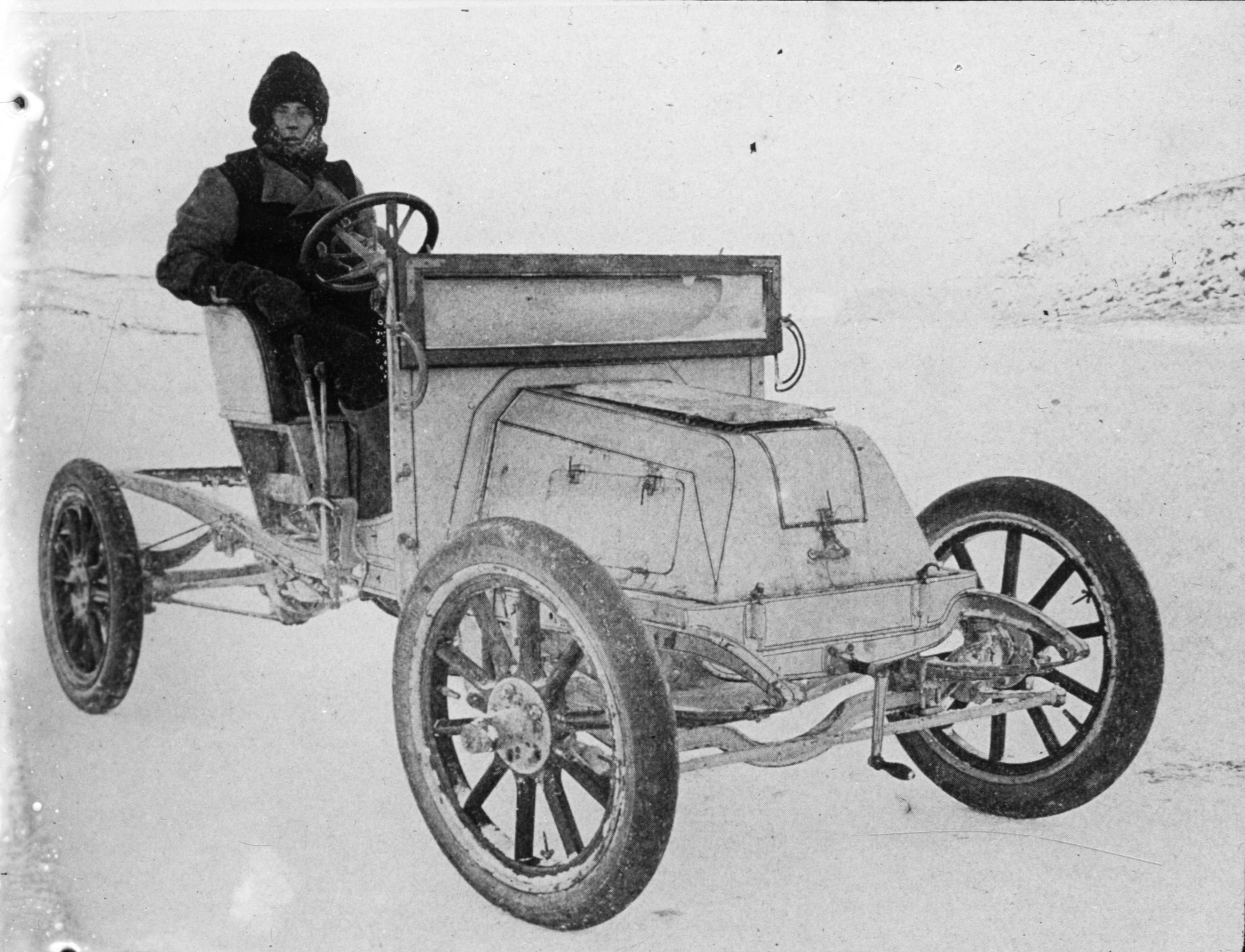
Motorfordonet.
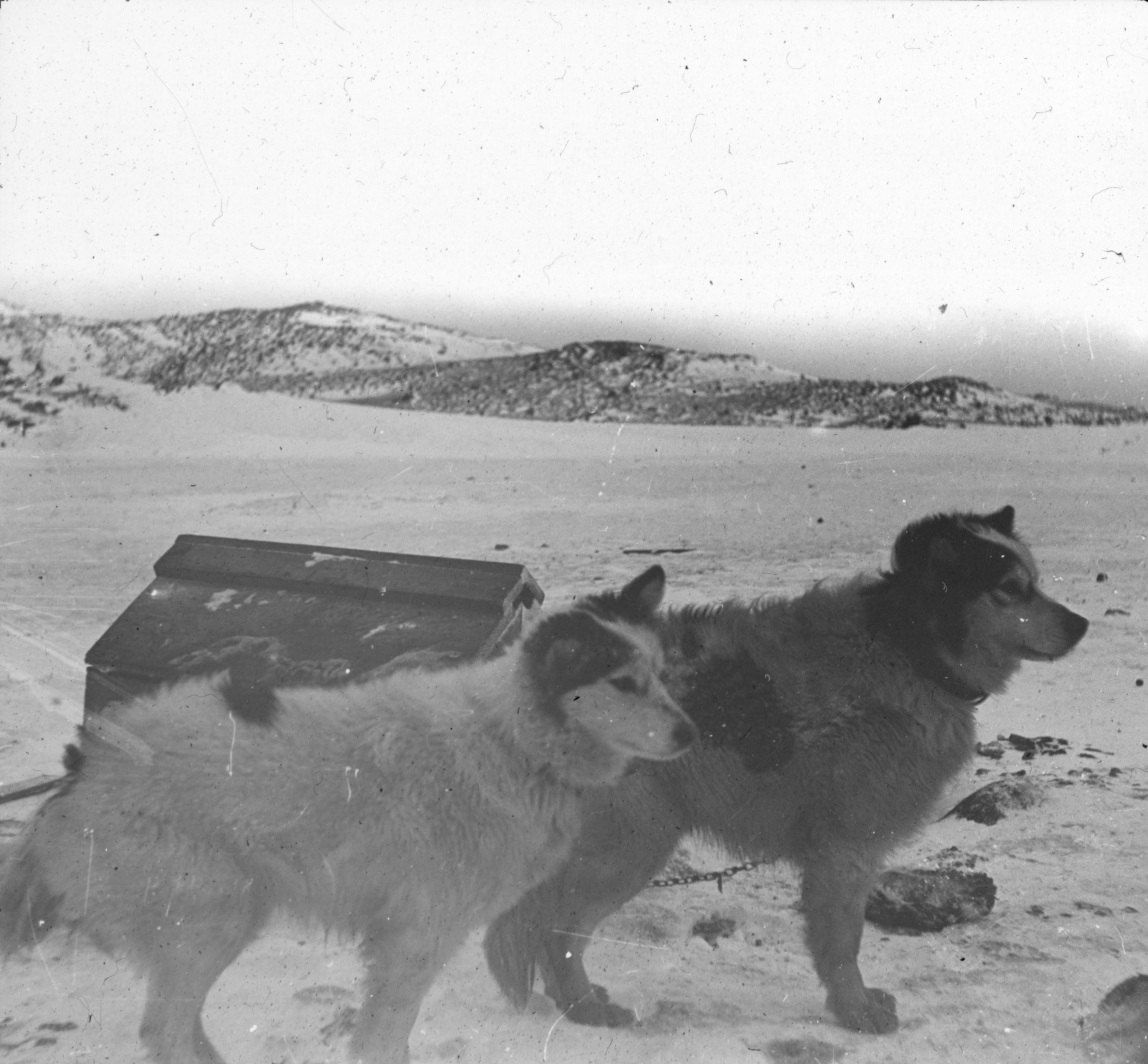
Slädhundar.
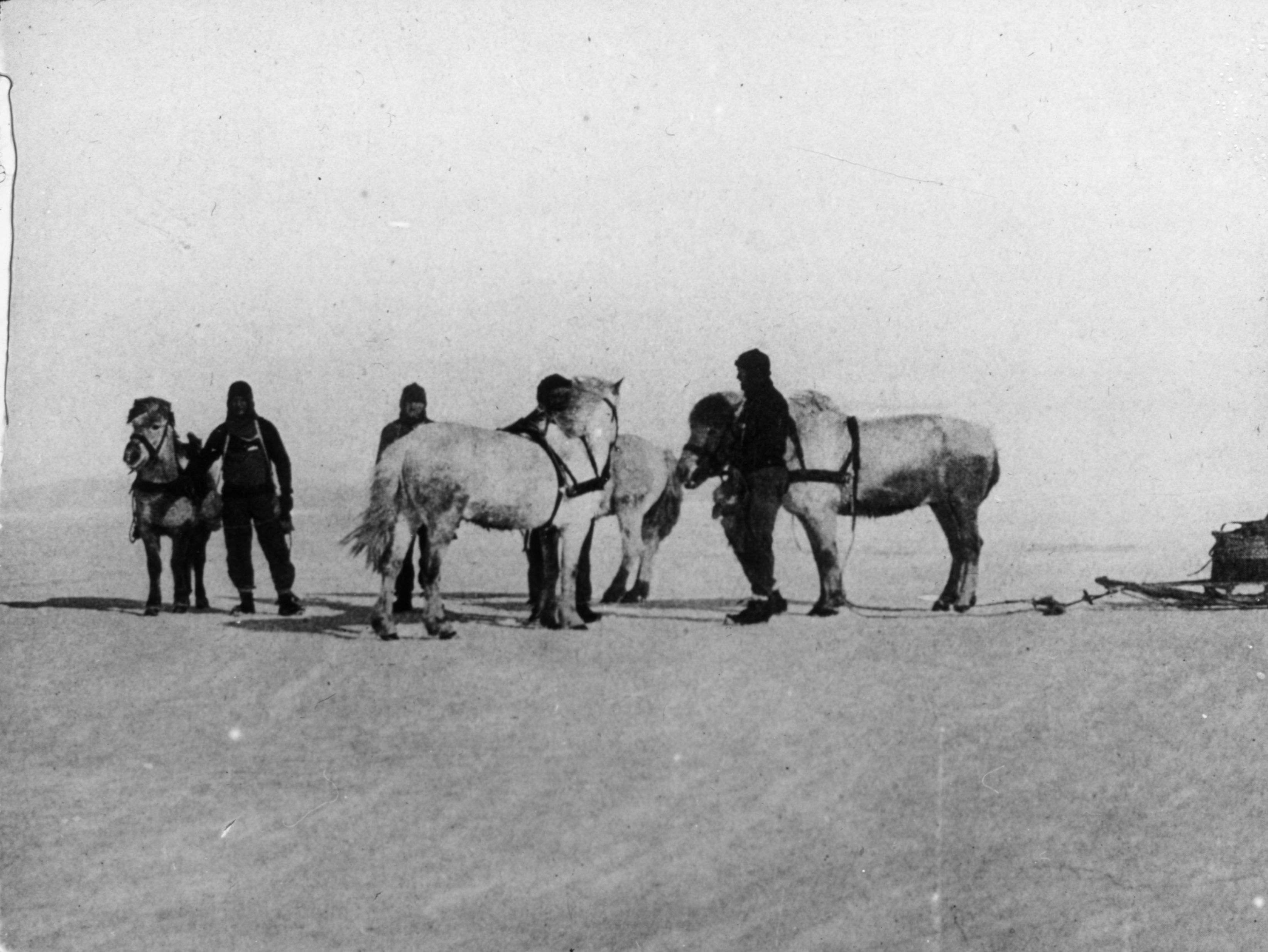
Ponnyer.